# コッレサルヴェッティ
コッレサルヴェッティ(伊: Collesalvetti)は、イタリア共和国トスカーナ州リヴォルノ県にある、人口約16,000人の基礎自治体（コムーネ）。

## 地理

### 位置・広がり
県の最北部に位置する。

#### 隣接コムーネ
隣接するコムーネは以下の通り。括弧内のPIはピサ県所属を示す。
- カーシナ (PI)
- クレスピーナ・ロレンツァーナ (PI) (クレスピーナ)
- ファウーリア (PI)
- リヴォルノ
- オルチャーノ・ピザーノ (PI)
- ピサ (PI)
- ロジニャーノ・マリッティモ

### 気候分類・地震分類
コッレサルヴェッティにおけるイタリアの気候分類 (it) および度日は、zona D, 1500 GGである。
また、イタリアの地震リスク階級 (it) では、zona 3 (sismicità bassa) に分類される。

## 行政

### 分離集落
コッレサルヴェッティには、以下の分離集落（フラツィオーネ）がある。
- Castell'Anselmo, Colognole, Guasticce, Nugola, Parrana San Martino, Parrana San Giusto, Stagno, Vicarello

## 姉妹都市
- ガルヒング・アン・デア・アルツ（ドイツ語版）、 ドイツ